# Отдельный танковый батальон 7-й армии
Отдельный танковый батальон 7-й армии — воинская часть РККА ВС СССР в Великой Отечественной войне.

## История
Батальон сформирован в составе 7-й армии 18.01.1942 года.
В действующей армии с 18.01.1942 по 14.03.1942.
С момента формирования находился на оборонительном рубеже по реке Свирь.
14.03.1942 переименован в 431-й отдельный танковый батальон

## Полное название
Отдельный танковый батальон 7-й армии

## Подчинение
| Дата            | Фронт (округ) | Армия               | Корпус | Дивизия | Примечания |
| --------------- | ------------- | ------------------- | ------ | ------- | ---------- |
| 01.02.1942 года | -             | 7-я отдельная армия | -      | -       | -          |
| 01.03.1942 года | -             | 7-я отдельная армия | -      | -       | -          |